# 雨花台攻防戦
雨花台攻防戦（うかだいこうぼうせん）は、1862年閏8月20日から10月5日にかけて行われた清軍と太平天国軍との戦い。李秀成率いる太平天国軍20万が、天京（南京）城外の雨花台に駐屯する曽国荃率いる湘軍2万を攻撃したが、失敗に終わった。少数の兵で多数の兵に勝利した戦いの一つである。

## 前哨戦
1862年5月4日、曽国荃は1万3千に満たない湘軍を率いて、王明山・彭玉麟らの水軍の協力のもと、天京に迫った。水陸両軍を合わせても2万人に満たないため、天京を包囲することができず、曽国荃は城外2～3キロの雨花台に駐屯し、堀を築いて守りの態勢に入った。5月9日には曽国荃の弟の曽貞幹が4千人を率いて応援に駆けつけた。12日に砦を築いている湘軍を太平天国軍が攻撃したが、撃退された。こうして湘軍は砦を築くことに成功した。

## 攻防戦
5月から8月にかけて天京城内の軍と援軍が何度か雨花台を攻撃したが、失敗に終わった。天王洪秀全は深く憂いて、大軍を率いて蘇州や浙江省一帯の攻略にあたっている李秀成に天京の救援に戻るように何度も催促した。李秀成はやむを得ず蘇州や杭州など各地の兵力を集結して、20万の兵を率いて雨花台に押し寄せた。閏8月20日に李秀成の援軍は雨花台の砦の後方の堀の外側、方山と板橋鎮の間の3～40キロの所に砦を築き、東西両路に兵を配置した。同日午後、援軍は東西両面から湘軍の陣地を攻撃し、城内の軍も呼応したが、みな湘軍に撃退された。翌日にも城内の太平天国軍と援軍が同時に湘軍の砦を攻撃して、戦闘は夜にまで及んだ。この後の戦闘では双方とも大砲を使用し、閏8月29日には曽国荃が被弾して負傷した。
9月6日以後、東路の太平天国軍は継続的に湘軍の砦への攻撃を繰り返し、この激戦で湘軍は相当な損失をこうむった。しかし揚州と蕪湖から援軍が到着し、清軍の士気は上がった。太平天国軍はトンネルを掘って湘軍の砦に攻め入ろうとした。9月12日、トンネルを爆破して侵入したが、すでに湘軍は予期して準備を進めていたため、作戦は失敗に終わった。清側の統計によるとこの間の太平天国軍の死者は8千～1万で、湘軍は数百にすぎなかったという。これによって東路の戦況は緩和した。
この後、16日、17日、21日、22日に太平天国軍に夜襲をかけ、数百名を殲滅し、砦のいくつかを破壊した。10月2日、蕪湖からさらに援軍が到着すると曽国荃は太平天国軍との決戦を決定した。10月3日から4日にかけて曽国荃は太平天国の十数か所の関所を攻撃した。10月4日の晩に曽貞幹は西路の太平天国軍が撤退するつもりであることを察知し、翌日早朝に太平天国軍の砦に攻撃をかけた。西路軍は潰散し、湘軍は勝ちに乗じて追撃した。その後天京城内の太平天国軍が出撃して、湘軍の帰路を断とうとしたが、撃退された。
こうして10月5日に太平天国軍は雨花台の包囲を解き、戦いは終結した。
なおこの戦いで曽貞幹は過労死し、曽国藩は弟の死を深く悼んでいる。